# Phó Chủ tịch Hội đồng Nhà nước Campuchia
Phó Chủ tịch Hội đồng Nhà nước Campuchia (tiếng Khmer: អនុប្រធានក្រុមប្រឹក្សារដ្ឋនៃកម្ពុជា) là phó nguyên thủ quốc gia của Cộng hòa Nhân dân Campuchia và Nhà nước Campuchia từ năm 1979 đến năm 1993.

## Danh sách phó chủ tịch
| Tên gọi       | Nhiệm kỳ                | Chủ tịch    |
| ------------- | ----------------------- | ----------- |
| Pen Sovan     | Tháng 1 năm 1979 – 1979 | Heng Samrin |
| Say Phouthang | 1979 – Tháng 4 năm 1992 | Heng Samrin |